# Безводное (Пензенская область)
Безводное — село в Пензенском районе Пензенской области России. Входит в состав Алферьевского сельсовета.

## География
Село находится в центральной части Пензенской области, в пределах Приволжской возвышенности, в лесостепной зоне, на расстоянии примерно 20 километров (по прямой) к северо-востоку от села Кондоль, административного центра района. Абсолютная высота — 207 метров над уровнем моря.

### Климат
Климат характеризуется как умеренно континентальный, с умеренно холодной продолжительной зимой и относительно тёплым летом. Средняя температура воздуха самого тёплого месяца (июля) — 18,8 °C (абсолютный максимум — 40 °C); самого холодного (января) — −13 — −12 °C (абсолютный минимум — −47 °C). Безморозный период длится от 117 до 133 дней. Среднегодовое количество атмосферных осадков варьируется от 467 до 604 мм, из которых большая часть выпадает в тёплый период.

### Часовой пояс
Село Безводное, как и вся Пензенская область, находится в часовой зоне МСК (московское время). Смещение применяемого времени относительно UTC составляет +3:00.

## Население
| 1795 | 1864 | 1877 | 1897  | 1902 | 1911  | 1926 |
| ---- | ---- | ---- | ----- | ---- | ----- | ---- |
| 1080 | ↘953 | ↘830 | ↗1008 | ↘949 | ↗1455 | ↘906 |
| 1930 | 1939 | 1959 | 1979  | 1989 | 1996  | 2002 |
| ↘717 | ↘675 | ↘178 | ↘47   | ↘26  | ↘10   | ↘7   |
| 2010 |      |      |       |      |       |      |
| ↘5   |      |      |       |      |       |      |

### Национальный состав
Согласно результатам переписи 2002 года, в национальной структуре населения русские составляли 100 % из 7 чел.